# Hilario López
Hilario López García (1907-1987), también conocido como El Moco López, fue un futbolista mexicano que jugaba en la posición de delantero. Jugó para el Club Deportivo Nacional, el Club Deportivo Marte y para el Necaxa.
Notable futbolista de la década de 1920s enfundado en la casaca albiverde del Club Deportivo Nacional, demostró tener un cañón de largo alcance y pese a su muy baja estatura tenía un buen remate de cabeza.
El 30 de abril de 1927, el equipo capitalino de Guerra y Marina viajó a la ciudad de Guadalajara, Jalisco para sostener un encuentro contra la Selección Jalisco. El encuentro fue en el campo de El Paradero, ganando los militares por marcador de 3-2, fue entonces que los directivos del Guerra y Marina quedaron asombrados con la buena técnica que mostraba El Moco, por lo que deciden llamarlo para que se probara con el equipo. Así pues quedaría dentro de la alineación de los Merengues, después de ir de gira por Nueva York regresaría a Guadalajara el 27 de agosto de 1927 para enfrentar al Nacional, empatando a cero goles. 
Al desparecer el Guerra y Marina para darle lugar al Marte, Hilario pasa a las filas del Necaxa donde fue su consagración integrando aquel famoso equipo llamado el de los "Once Hermanos". Debido a sus grandes actuaciones fue llamado para formar parte del equipo que jugó el Mundial de 1930, siendo parte de la primera delantera mundialista de la Selección de fútbol de México.
Durante la Copa Mundial de Fútbol de 1930 jugó contra Francia, Chile y Argentina. Contra Francia, a los 23 minutos chocó contra el portero francés Alex Thépot, que tuvo que salir conmocionado del campo. Con todo y eso, Augustin Chantrel tuvo que ocupar el puesto de portero, ya que no se permitían los cambios de jugador en esa época, jugando Francia con diez hombres el resto del partido. Aun con eso, la selección mexicana no pudo recuperarse y por el contrario, recibió dos tantos al final de la primera parte. 
Al final de la década de los 1930s Hilario se retiraría de las canchas para dejar su lugar a un joven delantero llamado Horacio Casarín, que pronto se convertiría en leyenda.

## Participaciones en Copas del Mundo
| Mundial                        | Sede    | Resultado    |
| ------------------------------ | ------- | ------------ |
| Copa Mundial de Fútbol de 1930 | Uruguay | Primera Fase |